# Campeonato Europeo de Natación de 1958
El IX Campeonato Europeo de Natación se celebró en Budapest (Hungría) entre el 31 de agosto y el 6 de septiembre de 1958 bajo la organización de la Liga Europea de Natación (LEN) y la Federación Húngara de Natación.

## Resultados de natación

### Masculino
| Evento                   | Oro                                                                             | Plata                                                                             | Bronce                                                                             |
| ------------------------ | ------------------------------------------------------------------------------- | --------------------------------------------------------------------------------- | ---------------------------------------------------------------------------------- |
| 100 m libre              | Paolo Pucci · Italia · 57,8                                                     | Viktor Polevoi URSS 58,2                                                          | Gyula Dobai · Hungría · 58,3                                                       |
| 400 m libre              | Ian Black Reino Unido 4:31,3                                                    | Boris Nikitin URSS 4:36,2                                                         | Paolo Galletti · Italia · 4:38,1                                                   |
| 1500 m libre             | Ian Black Reino Unido 18:05,8                                                   | József Katona · Hungría · 18:13,0                                                 | Gennadi Androsov URSS 18:30,2                                                      |
| 100 m espalda            | Robert Christophe Francia 1:03,1                                                | Leonid Barbier URSS 1:03,9                                                        | Wolfgang Wagner RDA 1:05,5                                                         |
| 200 m braza              | Leonid Kolesnikov URSS 2:41,1                                                   | Roberto Lazzari · Italia · 2:41,3                                                 | Klaus Bodinger RFA 2:41,4                                                          |
| 200 m mariposa           | Ian Black Reino Unido 2:21,9                                                    | Pavel Pazdírek Checoslovaquia 2:22,6                                              | Graham Symonds Reino Unido 2:25,8                                                  |
| 4 × 200 m libre          | URSS Gennady Nikolayev Vladimir Struzhanov Igor Luzhkovski Boris Nikitin 8:33,7 | Italia · Fritz Dennerlein · Paolo Galletti · Angelo Romani · Paolo Pucci · 8:41,2 | Hungría · József Katona · Imre Nyéki · György Müller · Gyula Dobai · 8:45,3        |
| 4 × 100 m cuatro estilos | URSS Leonid Barbier Vladímir Minashkin Vitali Chenenkov Viktor Polevoi 4:16,5   | Hungría · László Magyar · György Kunsági · György Tumpek · Gyula Dobai · 4:20,4   | Italia · Gilberto Elsa · Roberto Lazzari · Fritz Dennerlein · Paolo Pucci · 4:21,9 |

### Femenino
| Evento                   | Oro                                                                                           | Plata                                                                        | Bronce                                                                               |
| ------------------------ | --------------------------------------------------------------------------------------------- | ---------------------------------------------------------------------------- | ------------------------------------------------------------------------------------ |
| 100 m libre              | Kate Jobson · Suecia · 1:04,7                                                                 | Cocky Gastelaars · Países Bajos · 1:05,0                                     | Judy Grinham Reino Unido 1:05,4                                                      |
| 400 m libre              | Jans Koster · Países Bajos · 5:02,6                                                           | Corrie Schimmel · Países Bajos · 5:02,6                                      | Nancy Rae Reino Unido 5:07,7                                                         |
| 100 m espalda            | Judy Grinham Reino Unido 1:12,6                                                               | Margaret Edwards Reino Unido 1:12,9                                          | Larisa Viktorova URSS 1:13,9                                                         |
| 200 m braza              | Ada den Haan · Países Bajos · 2:52,0                                                          | Anita Lonsbrough Reino Unido 2:53,5                                          | Wiltrud Urselmann RFA 2:53,8                                                         |
| 100 m mariposa           | Tineke Lagerberg · Países Bajos · 1:11,9                                                      | Atie Voorbij · Países Bajos · 1:12,2                                         | Marta Skupilová Checoslovaquia 1:14,3                                                |
| 4 × 100 m libre          | Países Bajos · Corrie Schimmel · Tineke Lagerberg · Greetje Kraan · Cocky Gastelaars · 4:22,9 | Reino Unido Judy Grinham Elspeth Ferguson Judy Samuel Diana Wilkinson 4:24,2 | Suecia · Birgitta Eriksson · Karin Larsson · Barbro Andersson · Kate Jobson · 4:28,5 |
| 4 × 100 m cuatro estilos | Países Bajos · Lenie de Nijs · Ada den Haan · Atie Voorbij · Cocky Gastelaars · 4:52,9        | URSS Larisa Viktorova Eve-Mai Uusmees Galina Kamaeva Ulvi Voog 4:54,2        | Reino Unido Judy Grinham Anita Lonsbrough Christine Gosden Diana Wilkinson 4:54,3    |

### Medallero
| Núm. | País           | Oro | Plata | Bronce | Total |
| ---- | -------------- | --- | ----- | ------ | ----- |
| 1    | Países Bajos   | 5   | 3     | 0      | 8     |
| 2    | Reino Unido    | 4   | 3     | 4      | 11    |
| 3    | URSS           | 3   | 4     | 2      | 9     |
| 4    | Italia         | 1   | 2     | 2      | 5     |
| 5    | Suecia         | 1   | 0     | 1      | 2     |
| 6    | Francia        | 1   | 0     | 0      | 1     |
| 7    | Hungría        | 0   | 2     | 2      | 4     |
| 8    | Checoslovaquia | 0   | 1     | 1      | 2     |
| 9    | RFA            | 0   | 0     | 2      | 2     |
| 10   | RDA            | 0   | 0     | 1      | 1     |
|      | TOTAL          | 15  | 15    | 15     | 45    |

## Resultados de saltos

### Masculino
| Evento          | Oro                                   | Plata                           | Bronce                         |
| --------------- | ------------------------------------- | ------------------------------- | ------------------------------ |
| Trampolín 3 m   | László Ujvári · Hungría · 141,17 pts. | Horst Rosenfeld RFA 139,77 pts. | Roman Brener URSS 139,39 pts.  |
| Plataforma 10 m | Brian Phelps Reino Unido 143,74       | Mijail Chachba URSS 136,87      | Jenő Marton · Hungría · 134,68 |

### Femenino
| Evento          | Oro                            | Plata                                  | Bronce                             |
| --------------- | ------------------------------ | -------------------------------------- | ---------------------------------- |
| Trampolín 3 m   | Ninel Krutova URSS 124,22 pts. | Charmian Welsh Reino Unido 123,32 pts. | Valentina Zhedova URSS 122,75 pts. |
| Plataforma 10 m | Alda Karaskaite URSS 81,14     | Raisa Gorojovskaya URSS 80,93          | Birte Hanson · Suecia · 80,34      |

### Medallero
| Núm. | País        | Oro | Plata | Bronce | Total |
| ---- | ----------- | --- | ----- | ------ | ----- |
| 1    | URSS        | 2   | 2     | 2      | 6     |
| 2    | Reino Unido | 1   | 1     | 0      | 2     |
| 3    | Hungría     | 1   | 0     | 1      | 2     |
| 4    | RFA         | 0   | 1     | 0      | 1     |
| 5    | Suecia      | 0   | 0     | 1      | 1     |
|      | TOTAL       | 4   | 4     | 4      | 12    |

## Resultados de waterpolo
| Evento    | Oro     | Plata      | Bronce |
| --------- | ------- | ---------- | ------ |
| Masculino | Hungría | Yugoslavia | URSS   |

## Medallero total
| Núm. | País           | Oro | Plata | Bronce | Total |
| ---- | -------------- | --- | ----- | ------ | ----- |
| 1    | URSS           | 5   | 6     | 5      | 16    |
| 2    | Reino Unido    | 5   | 4     | 4      | 13    |
| 3    | Países Bajos   | 5   | 3     | 0      | 8     |
| 4    | Hungría        | 2   | 2     | 3      | 7     |
| 5    | Italia         | 1   | 2     | 2      | 5     |
| 6    | Suecia         | 1   | 0     | 2      | 3     |
| 7    | Francia        | 1   | 0     | 0      | 1     |
| 8    | RFA            | 0   | 1     | 2      | 3     |
| 9    | Checoslovaquia | 0   | 1     | 1      | 2     |
| 10   | Yugoslavia     | 0   | 1     | 0      | 1     |
| 11   | RDA            | 0   | 0     | 1      | 1     |
|      | TOTAL          | 20  | 20    | 20     | 60    |